# Roller Ball
Roller Ball ist die Bezeichnung eines Stahlachterbahnmodells des Herstellers Ride Engineers Switzerland. Premiere feierte sie als Wilde Hilde im Schwaben Park. Seitdem wurden drei weitere Anlagen errichtet (siehe Standorte).
Es gibt von Roller Ball zwei Varianten: eine S-Variante, welche auch der ersten Auslieferung entspricht, und eine M-Variante. Beiden Varianten ist gemein, dass sie über keinerlei horizontale Kurven verfügen und sich die Strecke somit ausschließlich über die Vertikale erstreckt.

## Wagen
Die Roller-Balls besitzen einzelne Wagen mit Platz für vier Personen (zwei Reihen à zwei Personen), wobei die Fahrgäste der beiden Reihen mit dem Rücken zueinander sitzen. Das Besondere an den Wagen ist, dass die gesamte Antriebstechnik für den Lift in den Wagen steckt. Die Wagen erklimmen über Zahnradtechnik den Lift. Die Wagen sind auch um die Horizontalachse rotierend aufgehängt, damit sie bei der Fahrt über die Strecke schaukeln.

## Standorte
| Achterbahn           | Betreiber            | Land               | Variante | Eröffnung        |
| -------------------- | -------------------- | ------------------ | -------- | ---------------- |
| Antares              | Conny-Land           | Schweiz            | M        | 31. Mai 2025     |
| Fireball             | Adventureland        | Vereinigte Staaten | S        | 21. Mai 2022     |
| Nid des Marsupilamis | Parc Spirou Provence | Frankreich         | M        | 17. April 2019   |
| Roller Ball          | Wiener Prater        | Österreich         | M        | 13. Juni 2020    |
| Wilde Hilde          | Schwaben Park        | Deutschland        | S        | 13. Oktober 2018 |